# Ana Maria Guerra Martins
Ana Maria Guerra Martins (Lisboa, 22 de Julho de 1963) é uma jurista e professora portuguesa, antiga Juíza do Tribunal Constitucional.

## Formação e carreira académica
Frequentou a Faculdade de Direito da Universidade de Lisboa, onde concluiu a licenciatura em Direito em 1986, o mestrado em 1993, na área do Direito das Comunidades Europeias, o doutoramento em 2000 no domínio das Ciências Jurídico-Políticas, e em 2011 a agregação em Ciências Jurídico-Políticas.
Exerce como professora associada com agregação naquele estabelecimendo de ensino. Foi a investigadora responsável pelo programa Contemporary Challenges of Multilevel Constitutionalism, como parte do Centro de Investigação de Direito Público, igualmente da Universidade de Lisboa.
Também foi professora convidada na Escola de Direito da Universidade da Sorbonne e do Instituto de Investigação em Direito Internacional e Europeu da Sorbonne. Integrou o Projecto de Investigação Internacional, coordenado pela Universidade de Salzburgo, que fez parte do Programa Horizonte 2020. É membro das organizações European Public Law Group, sedeada em Atenas, European Constitutional Law Network, com sede em Berlim, European Network of Legal Experts in Gender Equality and Non-Discrimination, como perita portuguesa no combate à discriminação, Societas Iuris Publici Europaei, High Council do European University Institute, High Board da European Public Law Organization, e investigadora convidada do Instituto Max-Planck para o Direito Público Comparado e para o Direito Internacional. Também está integrada no Conselho Consultivo da Revista Direito e Política, e do Conselho Científico Internacional da Revista online Ordines.

## Magistratura
Em 29 de Março de 2007 Ana Maria Guerra Martins foi eleita Juíza do Tribunal Constitucional pela Assembleia da República por maioria qualificada (superior a 2/3 dos votos), conforme previsto pela Constituição. Antes de ser juíza, exerceu como Inspectora-Geral dos Serviços de Justiça, entre 2006 e 2007.
Em 4 de Abril de 2007, no Palácio de Belém, foi-lhe conferida pelo Presidente da República Aníbal Cavaco Silva a posse como Juíza do Tribunal Constitucional para um mandato de nove anos. Cessou funções em 22 de Julho de 2016.
Em 2019 foi nomeada como juíza no Tribunal Europeu dos Direitos do Homem, substituindo Paulo Pinto de Albuquerque, tendo sido eleita pela Assembleia do Conselho da Europa. Foi a primeira mulher portuguesa a ocupar o posto de juíza no Tribunal de Estrasburgo, tendo sido nomeada para um mandato de nove anos, iniciando-se em 1 de Abril de 2020.